# Drop bear
| Drop bear (Thylarctos plummetus) |
| --- |
| Datorskapad bild av en drop bear. - Betydelse – skröna om ett köttätande, trädklättrande pungdjur - Bakgrund – åtminstone 1980-talet, möjligen en äldre vandringssägen - Användning – som aprilskämt och australiensisk sagofigur att jämföra med Loch Ness-odjuret |

Drop bear (fallbjörn) är en modern australisk skröna om ett stort köttätande, trädklättrande pungdjur. Det antas vara släkt med koalan (Phascolarctos cinereus). 
Fallbjörnen (med Thylarctos plummetus som föreslaget "artnamn") sägs anfalla djur och människor genom att låta sig falla ned på offer på marken från ett träd.  

## Historik

### Bakgrund
Bakgrunden till historien om drop bear är sannolikt lokala spökhistorier som använts för att skrämma eller fascinera australiensiska barn. Uppgifter finns om att föräldrar ute på landet berättat om denna varelse.
Skrönan blev mer etablerad under 1980-talet, då utländska soldater på övning i Australien varnades för fallbjörnar av skämtsamma australiska kollegor. Kollegorna gav rådet att smörja in ansiktet med Vegemite, för att hålla drop bears på avstånd. Turister i skog och mark varnas också för fallbjörnar.
Ovetande turister och utländska bekanta på besök kan möjligen luras att se upp för fallande djur, när sällskapet är på vandring i en skog. Enligt en mindre vederhäftig australiensisk nyhetsrapportering (publicerad en viss dag) faller djuret också helst på personer med utländsk bostadsadress.

### På senare år
I Internet-eran har spridningen av drop bear-relaterade texter blivit allt större, och i januari 2020 var Google-sökningar efter drop bear vanligare än dem för Loch Ness-odjuret och den amerikanska jackalopen. Beskrivningar av djuret har även spridits vidare av bland andra CNN, brittiska ITV och Australian Geographic.
Fallbjörnen kan betecknas som en vandringssägen, jämförbar med andra länders Loch Ness-odjur, snömän och drakar. Detta stöd delvis av de skrapmärken och hällristningar av köttätande pungdjur som har hittats i en grotta i sydvästra Australien. Detta djur är ett förhistoriskt pungdjur av lejon-artad karaktär, som givits artnamnet Thylacoleo carnifex.

## Fiktiv beskrivning
Australian Museum i Sydney beskriver arten Thylarctos plummetus som ett kraftigt djur med fläckig orange, gles päls och i storlek som en leopard eller stor hund. Det är 130 cm långt, har 90 cm breda axlar och väger 120 kg.
Djuret lever både inne i skogar och i utkanten av täta skogar, mestadels i skogklädda områden i östra och södra Australien men även i ett märkligt utformat områden i mitten av kontinenten. Det kan spana efter ett byte i flera timmar och anfaller genom att kasta sig ned på bytet från upp till åtta meters höjd. Bytet bedövas vanligen av träffen och dödas med ett bett i halsen, innan det dras upp i ett träd.
Djurets diet sägs i första hand röra sig om kängurur och vallabyer. Olika rekommenderade skyddsmedel inkluderar gafflar i håret, liksom Vegemite eller tandkräm bakom öronen; inga bevis finns dock för att dessa skyddsmedel gör någon praktisk verkan.